# (20590) Bongiovanni
(20590) Bongiovanni (1999 RN172) – planetoida z grupy pasa głównego asteroid okrążająca Słońce w ciągu 4,61 lat w średniej odległości 2,77 j.a. Odkryta 9 września 1999 roku.